# Resurrexi
Resurrexi (lat. „ich bin auferstanden“) ist das Incipit des Introitus zum Ostersonntag.

## Text
Der Text des Introitus zerfällt in jeweils drei mal drei Einheiten; er lautet:
1. Resurrexi — et adhuc tecum sum, — alleluia.
2. Posuisti super me — manum tuam, — alleluia.
3. Mirabilis facta est — scientia tua, — alleluia, alleluia.

Übersetzung:
1. Ich bin auferstanden und bin immer bei dir. Halleluja.
2. Du hast deine Hand auf mich gelegt. Halleluja.
3. Wie wunderbar ist für mich dieses Wissen. Halleluja, halleluja.

Der Text sowohl der Antiphon als auch des Verses sind von Psalm 138/139 inspiriert. Der Umgang mit dem Textmaterial des Psalmes ist indessen recht frei: Verwendet werden lediglich die Verse 8, 5 und 6. Auch die Übersetzung ist sehr frei und steht ganz im Dienste der Ausdeutung der Auferstehung. Während in der Psalmübersetzung der Vulgata der Vers mit exsurrexi – „ich bin aufgestanden“ – beginnt, reinterpretiert das resurrexi des Introitus' – „ich bin auferstanden“ – den Psalm im Hinblick auf das Osterereignis. Die Psalmworte König Davids erklären sich dadurch als Worte Jesu an Gott Vater.
Der Text des Verses lautet:
Domine, probasti me,

et cognovisti me:

tu cognovisti sessionem meam,

et resurrectionem meam.
Übersetzung:
Herr, du hast mich erforscht

und du kennst mich.

Du kennst mein Sitzen

und mein Aufstehen.

## Melodie

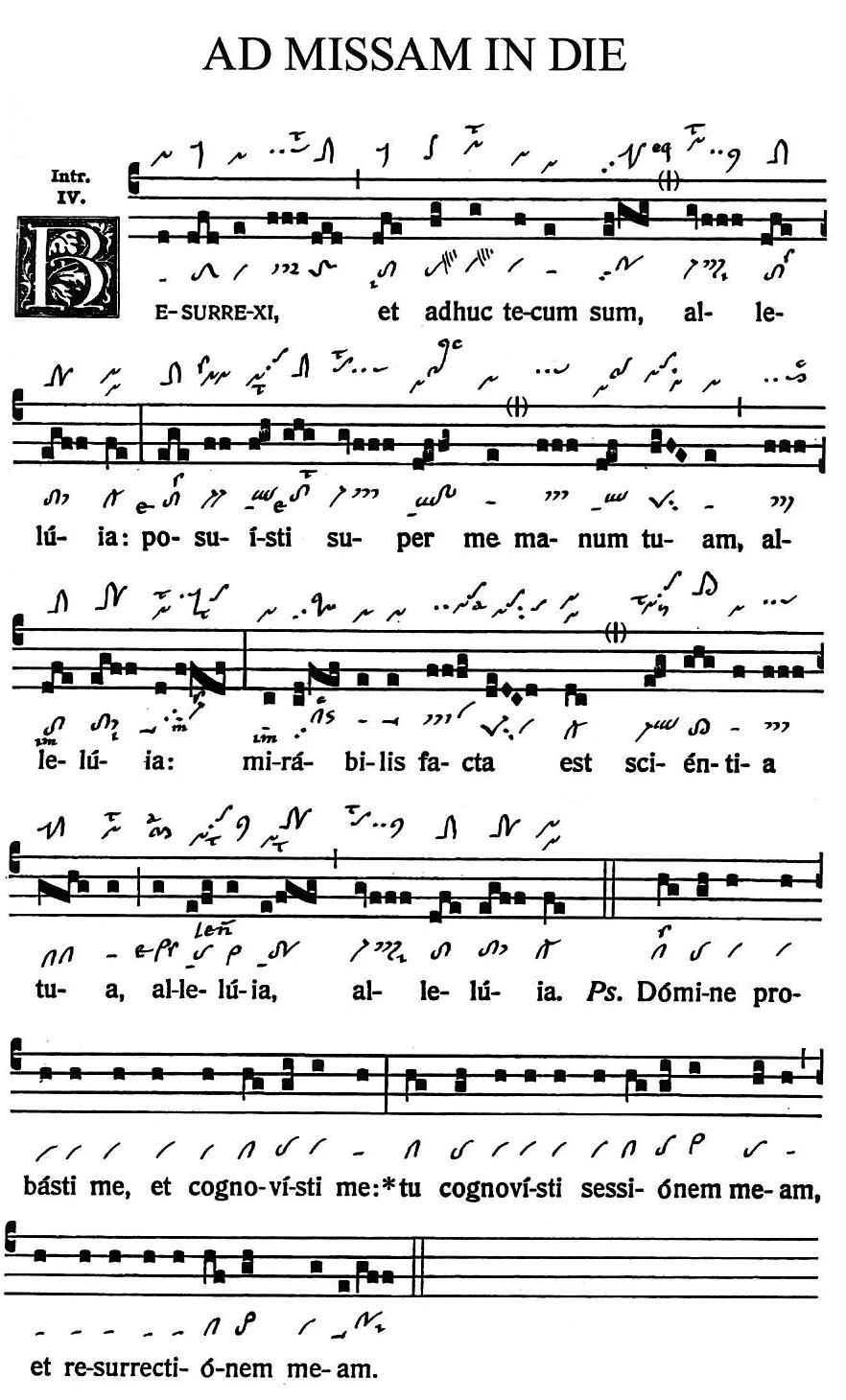
Introitus Resurrexi im Graduale Novum

Die Melodie des Introitus im gregorianischen Gesang steht im vierten Ton. Es überrascht auf den ersten Blick, dass am höchsten Feiertag der Kirche der Introitus nicht in einem triumphalen Modus, wie beispielsweise dem dorischen der Oster-Sequenz Victimae paschali laudes, steht. Der vierte Modus wird hingegen als lieblich beschrieben: Quartus dicitur fieri blandus. Auch die Melodie ist überraschend schmucklos, friedlich und fast monoton. Ihr Umfang überschreitet nicht einmal eine Quinte.
Diesen scheinbaren Widerspruch erklären Interpreten indessen als Harmonie zwischen Text und Melodie: Das lyrische Ich des Textes ist nicht – wie etwa in der Sequenz – das Volk Gottes in Freude über die Auferstehung, sondern der auferstandene Christus selbst. Überschwängliche Freude wäre diesem jedoch kaum ein angemessener Ausdruck: non in commotione Dominus(1 Kön 19,11 ).

## Aufnahmen
Altrömischer Choral:
- Chants De L'Eglise De Rome. Période Byzantine . 1986, Harmonia Mundi, HMC 901218, CD (Marcel Pérès, Ensemble Organum).

Gregorianischer Choral:
- Fête de Pâques. 1976, Art & Musique AM/CD/107/37606, CD (Chor der Mönche der Abtei Notre-Dame de Fontgombault, Leitung: Père Duchène).
- Louis Vierne: Messe Solennelle, Op. 16. 2010, JAV Recordings #JAV179, CD (Daniel Roth, Éric Lebrun, Chœur Gregorien de Paris, Chœur d’oratorio de Paris).
- Resurrexit. Gregorianischer Choral. Ostermesse «Missa in Dominica Resurrectionis», 1955, Favorit, CD Mono 447 685-2, Polydor International Hamburg 1956 (Chor der Mönche der Benediktiner-Erzabtei St. Martin, Beuron. Leitung Pater Maurus Pfaff): Introitus Resurrexi: YouTube
- Introitus Resurrexi auf Commons

## Weitere Vertonungen
- Resurrexi (William Byrd)
- Resurrexi (Robert Hugill)
- Resurrexi (Giovanni Girolamo Kapsperger)
- Resurrexi (Giovanni Bonaventura Matucci)
- Resurrexi (Antonio Nola)